# Xã Glen Elder, Quận Mitchell, Kansas
Xã Glen Elder (tiếng Anh: Glen Elder Township) là một xã thuộc quận Mitchell, tiểu bang Kansas, Hoa Kỳ. Năm 2010, dân số của xã này là 514 người.